# Grottaglie
Grottaglie est une ville italienne de la province de Tarente, dans la région des Pouilles. Elle est notamment connue mondialement pour son quartier de la céramique situé au centre de la ville.

## Géographie
Grottaglie est située sur un territoire caractérisé par de vastes et profonds ravins dans la roche calcaire.
- Parc naturel régional Terra delle Gravine.

### Communes limitrophes
Carosino, Crispiano, Fragagnano, Francavilla Fontana, Martina Franca, Monteiasi, Montemesola, San Marzano di San Giuseppe, Tarente, Villa Castelli.

## Histoire
Grottaglie provient du latin Kriptalys, un nom qui souligne la présence de grottes (Krypta), sur une grande partie de son territoire.
- Le château épiscopal du XIVe siècle devenu le Musée de la céramique de Grottaglie.

### Aujourd'hui
Grottaglie est notamment renommée par sa production de céramique. 
Son attractivité touristique est liée également à son rôle de ville centre.

## Personnalité
- Giuseppe Battista (1610-1675), poète.
- Saint François De Geronimo (1642-1716), prêtre jésuite, missionnaire des campagnes  et auteur de l’ hymne de la Corse Dio vi Salvi Regina est né à Grottaglie.
- Brigand Papa Ciro (1775-1817).

## Administration

### Maires
| Période                                  | Période  | Identité      | Étiquette                      | Qualité  |
| ---------------------------------------- | -------- | ------------- | ------------------------------ | -------- |
| 2011                                     | 2016     | Ciro Alabrese | Coalizione del Centrosinistra  | Inconnue |
| 2016                                     | En cours | Ciro D'Alò    | Lista civica « Grottaglie on » | Inconnue |
| Les données manquantes sont à compléter. |          |               |                                |          |

## Galerie

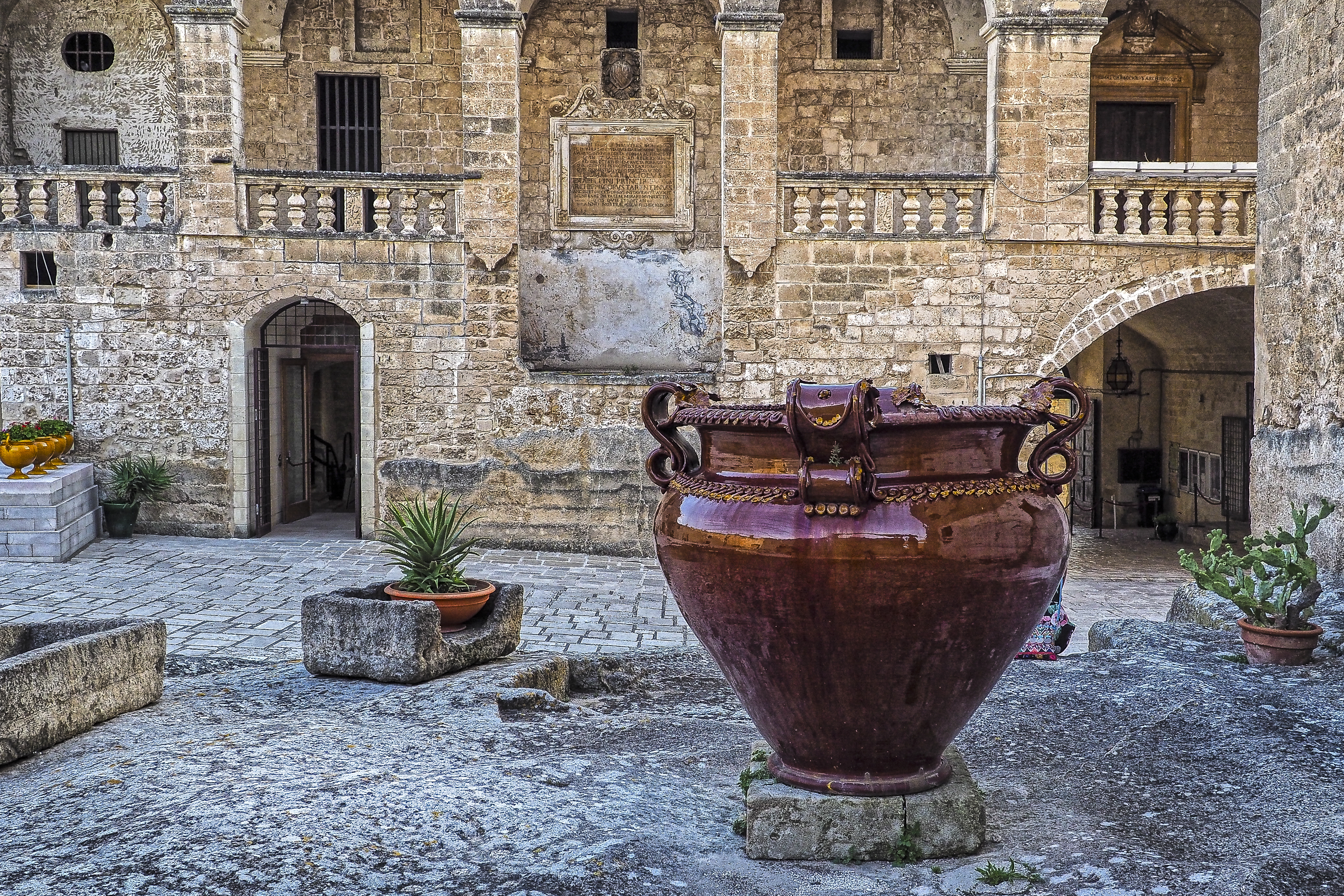
Un vase en céramique trônant au milieu du palais épiscopal de Grottaglie.
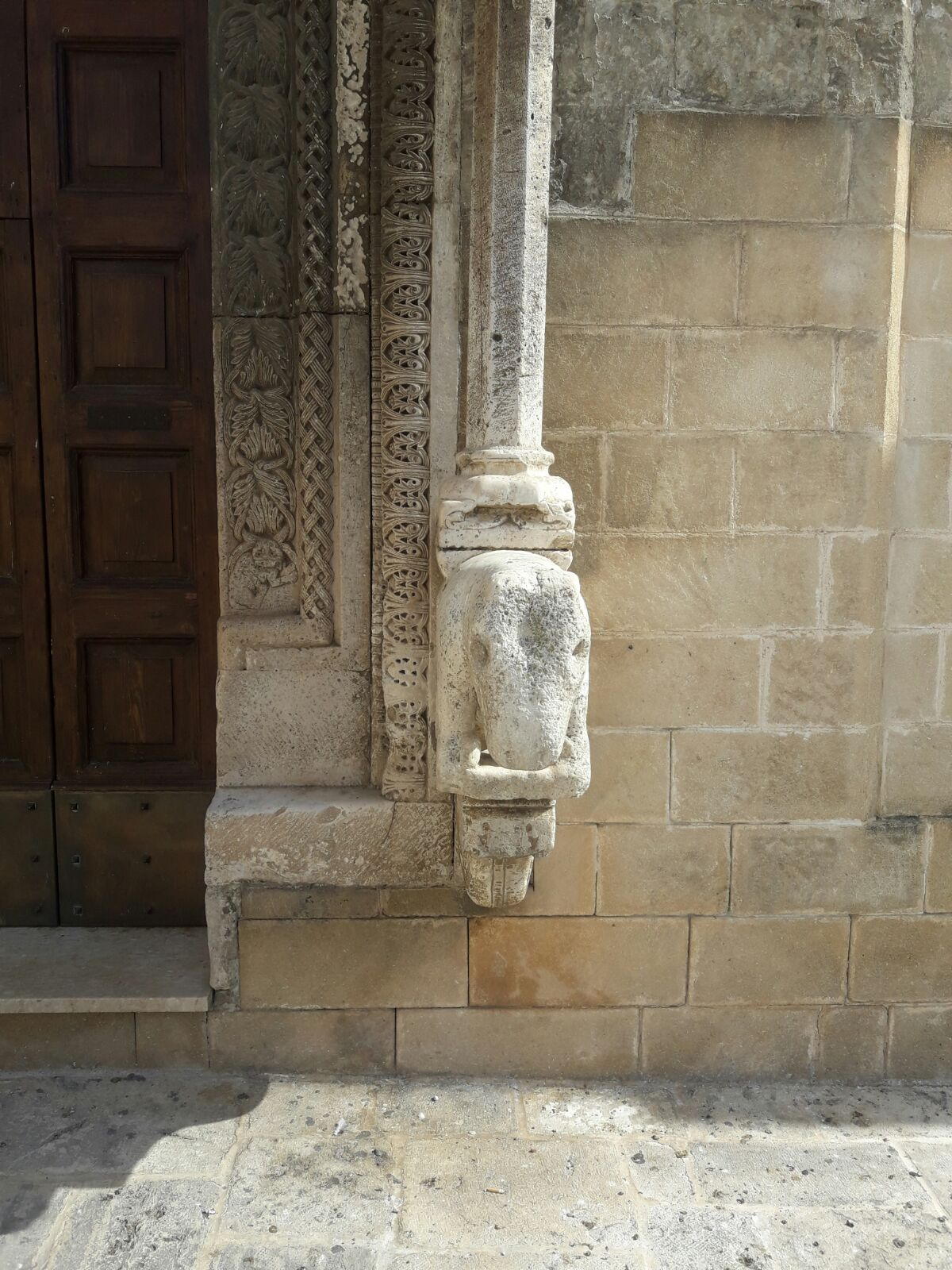
Détail du portail de l'église mère.
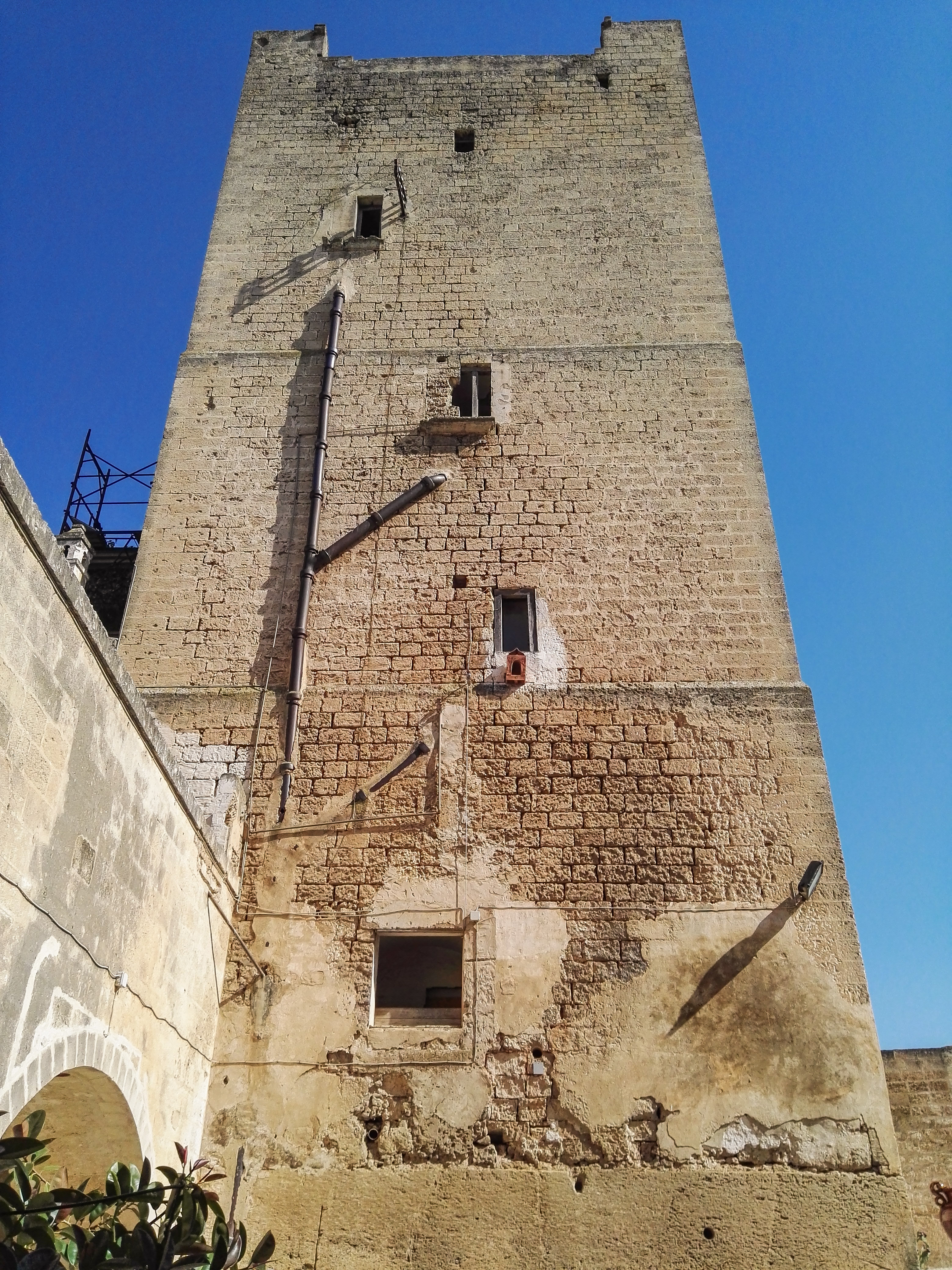
Le donjon du palais épiscopal.